# Genas
Genas – miejscowość i gmina we Francji, w regionie Owernia-Rodan-Alpy, w departamencie Rodan.
Według danych na rok 1990 gminę zamieszkiwało 9316 osób, a gęstość zaludnienia wynosiła 391 osób/km² (wśród 2880 gmin regionu Rodan-Alpy Genas plasuje się na 79. miejscu pod względem liczby ludności, natomiast pod względem powierzchni na miejscu 371.).